# Manuel Francisco do Estanco Louro
Manuel Francisco do Estanco Louro (São Brás de Alportel, 6 de Setembro de 1890) – Lisboa, 21 de Setembro de 1953) foi um advogado, professor e investigador, e notabilizou-se no campo das letras, deixando uma obra volumosa, com diversos estudos nas áreas da linguística — gramática, dialectologia e toponímia —, da etnografia algarvia, dos estudos camonianos e ensaios diversos de literatura portuguesa.

## Biografia
Patrono da Biblioteca Municipal de São Brás de Alportel, Manuel Francisco do Estanco Louro nasceu no seio de uma família humilde. Iniciou estudos em São Brás de Alportel e depois da instrução primária, por opção dos pais, entrou para o seminário de Faro, cujo curso não terminaria por falta de vocação eclesiástica. Em 1916, cumpriu o serviço militar obrigatório e, no ano seguinte, seguiu para a 1.ª Grande Guerra, como alferes, regressando a Lisboa precocemente ao fim de sete meses, por razões de saúde, não chegando a participar efectivamente em combates. Em Lisboa, licenciou-se em filologia românica e direito, cursou Estudos Camonianos e obteve a aprovação no exame de Estado de Magistério Liceal.
Intelectual progressista, fez parte do grupo Seara Nova, ao lado de grandes nomes da História Contemporânea Portuguesa, como Câmara Reis, Aquilino Ribeiro, Raul Proença, Raul Brandão, António Sérgio, Jaime Cortesão e Azeredo Perdigão.
Eterno enamorado da sua terra natal, foi um grande estudioso do concelho que o viu nascer, e é autor daquela que é, ainda hoje, a grande fonte de estudo e referência de São Brás de Alportel — a premiada monografia "O Livro de Alportel", publicada pela primeira vez em 1929 e reeditada posteriormente pela Câmara Municipal de São Brás de Alportel.

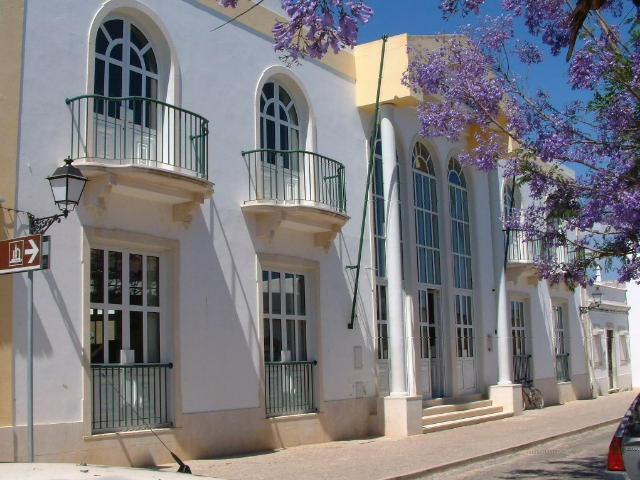
Manuel Francisco do Estanco Louro é o Patrono da Biblioteca Municipal de São Brás de Alportel.

## Excerto de "O Livro de Alportel"
"Quási todos os geógrafos que se tem ocupado do Algarve nos dizem que êle se divide em duas regiões - Barlavento e Sòtavento. Nenhum dêles porém nos indica os limites rigorosos ou aproximados das duas regiões; apenas, vagamente, se sabe que o Barlavento é o oeste, e o Sòtavento o este do Algarve.
Por outro lado, a nunhum Algarvio que ignore totalmente a geografia se ouvirá qualquer das duas frases: «Eu sou do Barlavento»; «Eu sou do Sòtavento».
É pois uma mera divisão convencional, apoiada apenas na tradição scientífico-literária, injustificada, porque lhe não podem servir de base quaisquer factos de ordem geográdica. Aplicou-se ao Algarve, como se poderia aplicar a qualquer outra região.
Se aproveitássemos esta divisão vertical e lhe determinássemos uma linha divisória o trôço da linha férrca do Sul e Sueste que, de S. Marcos da Serra vai a Faro, o Alportel ficaria quási no coração do Sòtavento algarvio."

## Excerto do Prefácio de "O Livro de Alportel"
"Infalivelmente, o "amigo Estanco" vinha todos os anos ao Algarve na abertura da caça. Numa dessas vezes fui esperá-lo de manhãzinha à estação de caminho de ferro, pois vinha sempre no correio da noite. Depois dos abraços da praxe, fomos até a Leitaria Aliança, onde ele tirou logo um frango assado do saco de retalhos. Mandou o espanhol da Leitaria comprar vinho à rua do Peixe Frito e convidou-me para comer. Como eu não quisesse, ao fim de uma hora de conversa, o frango tinha desaparecido. Disse-me, então, que ia tomar a camioneta para o Alportel, mas que parava em S. Brás para ver alguns amigos, entre eles o Antonino Calapez, barbeiro, de quem gostava de ouvir os discursos qye fazia "inspirado" com uns copitos, com palavras muito especiais, nunca usadas no estado sóbrio, mas que o barbeiro juravam a pés juntos existirem, pois, repisava ele, "se as digo é porque elas háem", o que fazia o "meu amigo Estanco" rir a bom rir.